# Warnow CV 2500
Der als Warnow CV 2500 gebaute Containerschiffstyp zählt mit 19 gebauten Einheiten für verschiedene deutsche Reedereien zu den meistgebauten deutschen Baureihen im 2500-TEU-Segment. Die Eigenentwicklung der Warnowwerft war die erste Serie, die auf der Warnowwerft seit der Umstrukturierung und Modernisierung gebaut wurde.

## Einzelheiten
Der Entwurf ist eine Entwicklung der Kvaerner Warnow Werft, Warnemünde. Basierend darauf entstand bei der Werft der Typ Aker 1700. Die Baukosten pro Schiff betrugen ca. 37 Mio. Euro und alle Schiffe dieses Typs wurden durch den Germanischen Lloyd zertifiziert.
Der Bautyp wurde als Containerschiff mit weit achterem Deckshaus ausgelegt. Die Containerkapazität betrug anfangs 2468 TEU und lag später bei 2524 TEU. Bei homogen beladenen 14-Tonnen-Containern sind es noch 1886 TEU. Die Schiffe besitzen drei Laderäume, die mit Pontonlukendeckeln verschlossen werden. Die Schiffe wurden zum Einsatz in Gebieten mit schlecht ausgebauter Hafeninfrastruktur entwickelt und sind daher mit jeweils drei mittschiffs angeordneten NMF-Kränen von je 45 Tonnen Kapazität ausgerüstet. Ein Charakteristikum des CV-2500-Typs ist das gemeinsame Auflager des vorderen und mittleren Krans. Die Schiffe sind mit am Heck angeordneten Freifallrettungsbooten ausgerüstet.
Der Antrieb der Schiffe besteht aus einem vom spanischen Hersteller IZAR, beziehungsweise vom koreanischen Hersteller HSD in Lizenz von MAN B&W hergestellten 7L70MC-Zweitakt-Dieselmotor mit einer Leistungen von rund 19.800 kW. Der Motor wirkt direkt auf einen von Mecklenburger Metallguss zugelieferten Festpropeller und besitzt keinen Wellengenerator. Der Motortyp ermöglicht rund 20 Knoten Dienstgeschwindigkeit und knapp 22 Knoten Höchstgeschwindigkeit. Weiterhin stehen vier Hilfsdiesel und ein Notdiesel-Generator zur Verfügung. Die An- und Ablegemanöver werden durch ein Bugstrahlruder unterstützt.
Die Schiffe dieses Typs sind sowohl als große Feederschiffe als auch für Liniendienste vorgesehen. Sie können mit ihren drei 45-t-Bordkranen auch Häfen ohne landseitige Umschlagsanlagen anlaufen. Aufgrund ihres vergleichsweise geringen Tiefgang sind die Schiffe auch für die relativ flachen Häfen an der Ostküste Südamerikas geeignet.

## Bauliste
| CV-2500-Containerschiffe | CV-2500-Containerschiffe | CV-2500-Containerschiffe | CV-2500-Containerschiffe | CV-2500-Containerschiffe                                                    | CV-2500-Containerschiffe |
| Bauname                  | Bau- nummer              | IMO- Nummer              | Ablieferung              | Auftraggeber                                                                | Umbenennungen und Verbleib |
| ------------------------ | ------------------------ | ------------------------ | ------------------------ | --------------------------------------------------------------------------- | --- |
| Impala                   | 007                      | 9149304                  | 23. September 1997       | Impala Shipping Co., Limassol Peter Döhle Schiffahrts-KG, Hamburg           | 1997 Brasil Star, 1998 Impala, 1998 1999 Cap Norte, 1999 Transroll Argentina, 2000 Sea Ocelot, 2002 Santos Express, 2003 Cap Norte, 2006 Cap Egmont, 2008 Belgica, 2010 Emirates Rafiki, 2011 Belgica, ab Januar 2017 Abbruch durch Rushil Industries in Alang |
| Liberta                  | 008                      | 9149316                  | 17. Oktober 1997         | Liberta Shipping Co., Limassol Peter Döhle Schiffahrts-KG, Hamburg          | Stapellauf als Montebello, 1998 Liberta, 1999 Maersk Freeport, 1999 CSAV Chikago, 2010 Austria, 2014 RT Aegir, ab Dezember 2016 Abbruch durch Mahavir Metal Corporation in Alang                                                                               |
| Alicia                   | 009                      | 9149328                  | Januar 1998              | Alicia Shipping Co., Limassol Peter Döhle Schiffahrts-KG, Hamburg           | Stapellauf als Charlotta, 1998 CGM Gauguin, 2000 CMA CGM Gauguin, 2001 Lykes Traveller, 2001 Lykes Traveler, 2001 Alianca Rotterdam, 2002 Columbus Chile, 2004 Alianca Hong Kong, 2006 CCNI Guayas, 2012 Helvetia, 2014 MSC Nadriely                           |
| Widukind                 | 017                      | 9179816                  | März 1999                | Widukind Schiffahrts-KG Reederei Tamke, Hamburg                             | TMM Quetzal, Lykes Crusader, 2001 TPL Merchant, 2002 Trade Bravery, 2005 Hanjin Dubai, 2007 CSAV Trinidad, 2008 Estebroker, 2013 Spirit of Luck, 2014 Elafonisos, 2019 Abbruch in Alang                                                                        |
| Jan Ritscher             | 018                      | 9179828                  | Mai 1999                 | Jan Ritscher Schiffahrts-KG Transeste Schiffahrt, Hamburg                   | TMM San Antonio, 2001 TPL Eagle, 2002 Trade Zale, 2005 MOL Satisfaction, 2012 Jan Ritscher |
| Ulf Ritscher             | 022                      | 9226413                  | 27. April 2001           | Ulf Ritscher Schiffahrts-KG Transeste Schiffahrt, Hamburg                   | 2001 Sea Tiger, 2004 NYK Espirito, 2009 Ulf Ritscher, 2015 Calais Trader |
| Wotan                    | 023                      | 9226425                  | Juli 2001                | Wotan Schiffahrts-KG Reederei Tamke, Hamburg                                | 2001 MSC Venezuela, 2003 Wotan, 2006 CCNI Rimac, 2011 Wotan, 2013 Danae C, 2014 Niledutch Palanca, 2015 Danae C, 2021 Artotina |
| Wehr Elbe                | 024                      | 9236688                  | 1. September 2001        | MS „Wehr Elbe“ Schiffahrt, Majuro Oskar Wehr, Hamburg                       | 2001 CSAV Callao, 2008 Wehr Elbe, 2016 MSC Elbe |
| Wehr Weser               | 025                      | 9236690                  | 6. Dezember 2001         | MS „Wehr Weser“ Schiffahrt, Majuro Oskar Wehr, Hamburg                      | 2001 Libra New York, 2009 Wehr Weser, 2016 MSC Weser |
| Wehr Trave               | 026                      | 9243239                  | 16. April 2002           | MS „Wehr Trave“ Schiffahrt, Majuro Oskar Wehr, Hamburg                      | 2002 CCNI Aysen, 2004 CSAV Rio Puelo, 2009 Wehr Trave, 2010 CCNI Valparaiso, 2011 Wehr Trave, 2017 SITC Gensan, 2022 MSC Alizee III |
| Wehr Warnow              | 027                      | 9243241                  | 7. Juni 2002             | MS „Wehr Warnow“ Schiffahrt, Majuro Oskar Wehr, Hamburg                     | 2002 Columbus China, 2004 CSAV Rio Maule, 2009 Wehr Warnow, 2010 CCNI Constitucion, 2011 Wehr Warnow, 2017 SITC Davao, 2022 MSC Davao III |
| Wehr Havel               | 028                      | 9252981                  | 27. September 2002       | MS „Wehr Havel“ Schiffahrt, Majuro Oskar Wehr, Hamburg                      | 2004 CSAV Rio Tolten, 2009 Wehr Havel, 2010 CCNI Andes, 2011 Wehr Havel, 2017 Calliope |
| Wehr Oste                | 029                      | 9252993                  | 29. November 2002        | MS „Wehr Oste“ Schiffahrt, Majuro Oskar Wehr, Hamburg                       | 2003 P&O Nedlloyd Yarra Valley, 2006 Callao Express, 2010 Wehr Oste, 2010 CCNI Concepcion, 2011 Wehr Oste, 2017 Zhu Cheng Xin Zhou |
| Rio Valiente             | 030                      | 9261815                  | 11. März 2003            | „Rio Valiente“ Schiffahrt-GmbH MPC Münchmeyer Steamship, Hamburg            | 2003 Cabo Creus, 2007 Cap Valiente, 2007 Rio Valiente 2013 Cardiff Trader |
| Rio Verde                | 031                      | 9261827                  | 21. Mai 2003             | „Rio Verde“ Schiffahrt-GmbH MPC Münchmeyer Steamship, Hamburg               | 2003 Alianca Sao Paulo, 2005 Cap Verde, 2009 Rio Verde, 2013 Kiel Trader, 2021 MSC Ana Camila III |
| Cap Carmel               | 032                      | 9273923                  | 10. Juli 2003            | Reederei Monte Containerschiffe, Bielefeld Columbus Shipmanagement, Hamburg | 2009 Alianca Santos, 2018 Cap Carmel |
| Cap Palmas               | 033                      | 9273947                  | 11. September 2003       | Cap Containerschiffsreederei, Hamburg Columbus Shipmanagement, Hamburg      | 2003 NYK Fantasia, 2005 Cap Palmas, 2014 Easter Island, 2017 SPIL Niken |
| Cap Melville             | 034                      | 9273959                  | 7. November 2003         | Cap Containerschiffsreederei, Hamburg Columbus Shipmanagement, Hamburg      | 2014 Christmas Island, 2017 SPIL Ningsih |
| Cap Nelson               | 035                      | 9273961                  | 13. Februar 2004         | Cap Containerschiffsreederei, Hamburg Columbus Shipmanagement, Hamburg      | 2004 Santos Express, 2005 Cap Nelson, 2008 Alianca Manaus |